# Akihiro Nagashima
Akihiro Nagashima (jap. 永島 昭浩, Nagashima Akihiro; * 9. April 1964 in Kobe, Präfektur Hyōgo) ist ein ehemaliger japanischer Fußballspieler.

## Karriere

### Verein
Akihiro Nagashima stand von 1983 bis 1993 bei Gamba Osaka in Suita unter Vertrag. 1994 wechselte er zum Ligakonkurrenten, den Erstligisten Shimizu S-Pulse. Der Klub aus Shimizu spielte in der ersten Liga, der J1 League. Bis Mitte 1995 absolvierte er für Shimizu 38 Erstligaspiele. Mitte 1995 nahm ihn Vissel Kōbe aus Kōbe unter Vertrag. Bis Ende 2000 spielte er 138-mal für den Erstligisten.
Am 31. Dezember 2000 beendete er seine Karriere als Fußballspieler.

### Nationalmannschaft
1990 debütierte Nagashima für die japanische Fußballnationalmannschaft. Nagashima bestritt vier Länderspiele.

## Erfolge
Gamba Osaka 
- Kaiserpokal: 1990

## Auszeichnungen
- Japan Soccer League Best Eleven: 1989/90
- J. League Fairplay-Preis: 1997